# Corchiano
Corchiano ist eine Gemeinde in der Provinz Viterbo in der italienischen Region Latium mit 3550 Einwohnern (Stand 31. Dezember 2023). Sie liegt 63 Kilometer nördlich von Rom.

## Geographie
Corchiano liegt im vulkanischen Hügelland des südlichen Tuscien mit seinen tief eingeschnittenen Tälern, der historischen Landschaft der Falisker.

## Bevölkerung
| Jahr | Bevölkerung |
| ---- | ----------- |
| 1871 | 1065        |
| 1901 | 1631        |
| 1921 | 1943        |
| 1951 | 2304        |
| 1971 | 2156        |
| 1991 | 3067        |
| 2001 | 3337        |

## Politik
Paolo Parretti (Lista Civica: Vivere Corchiano) wurde am 5. Juni 2016 zum neuen Bürgermeister gewählt.

## Söhne und Töchter des Ortes
- Andrea Cagnetti (* 1967), Goldschmied, Designer und Bildhauer